# Тлалоке

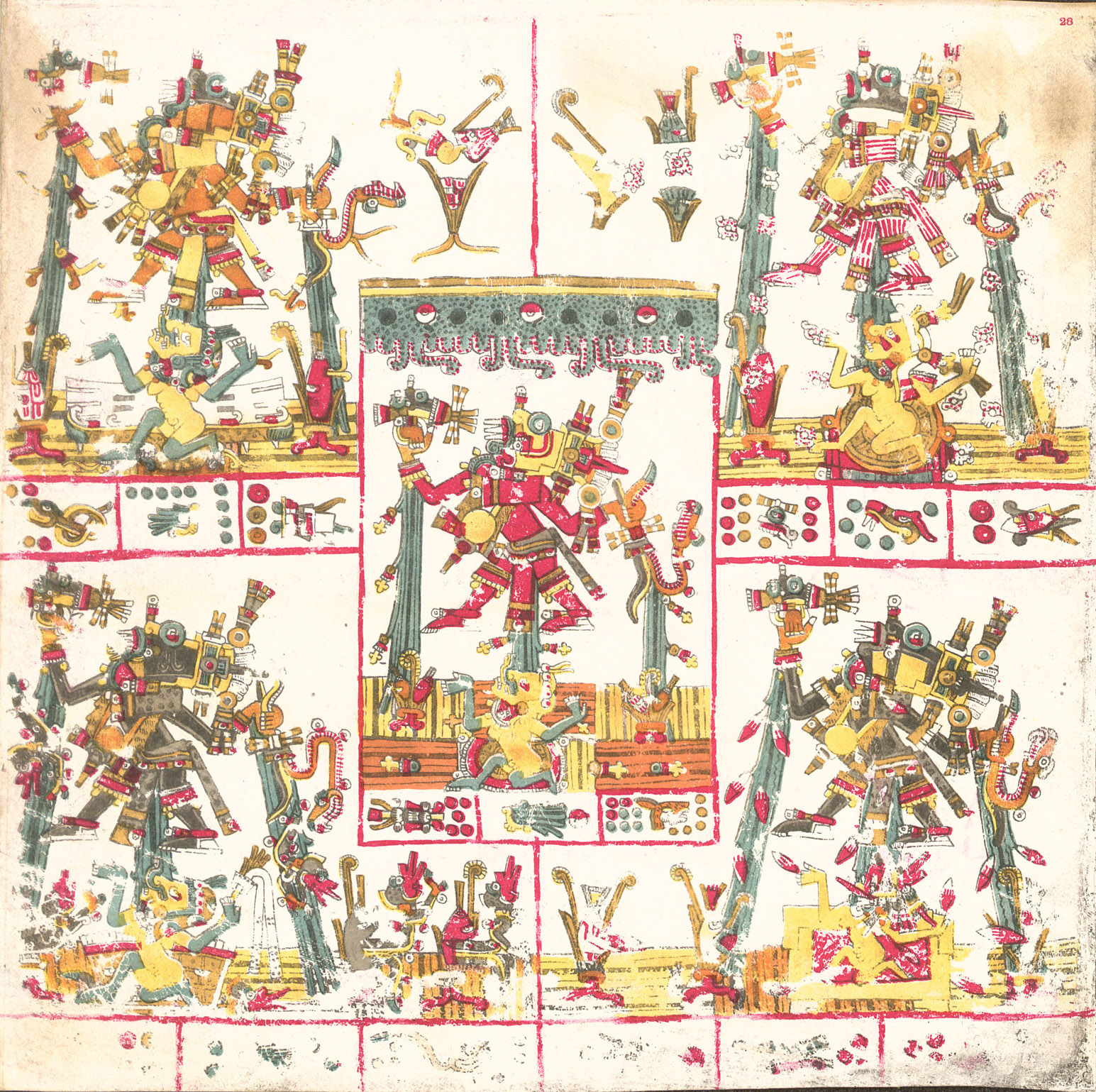
Тлалоке у Кодексі Борджіа.

Тлалоке (науатль Tlalohkeh, дос. «власники Тлалока») — в ацтекській міфології, помічники Тлалока, відповідальні за розподіл дощу на землі. Тлалоке були душі дітей віком до 8 років, які приносили жертви в Тлалокані, і якщо діти плакали, це був добрий знак того, що настав час піднятися разом з Тлалоком.  
При собі тлалоке тримають горщики, прикрашені маскою із рисами Тлалока, а в іншій руці — палиці. Коли Тлалок наказує їм, тлалоке повинні були розбити свої горщики палицями, і від удару з'являється звук який люди вважають громом. Блискавка ж з'являється із середини цього горщика. 
Щоб захистити посіви, люди закликали тлалоке, щоби ті відлякали шторм з градом що міг знищити посіви. Для цього люди розсипали попіл із домашньої печі у дворі свого будинку. Тлалоке також викликали задля дощу під час посухи.
Богів дощу вшановували у шістнадцятому місяці — Атемузтлі, адже здебільшого в цьому місяці починався грім, а в горах скупчувалась вода.
Шостого місяця відбувався фестиваль на честь тлалоке у місті Мекстлі-Теноктітлан. Усі чоловіки брали участь у підготовці до свята, ходили за запашними рослинами, до фонтану, плели циновки, а також тренувались у веслуванні та порались із каное. Священники приводили на свято жерців та лордів, щоб приносити жертви та данину тлалоке. Жертви тлалоке також приносили у сподіванні виграти у конкурсі з веслування що мав місце на цьому святі. Коли церемонії біля вівтарів і в храмі Тлалока були закінчені, жерці принесли жертви в тлалоке в глиняному горщику, що був пофарбований у синій колір з чорними смугами.

## Перелік тлалоке
- Опочтлі (науатль Opochtli, дос. «лівша, лівий»), на півночі.
- Наппатеуктлі (науатль Nappateuctli, дос. «чотири рази повелитель»), на сході.
- Яукеме (науатль Yauhqueme, дос. «сукня з перикона»), на заході.
- Томіяутекутлі (науатль Tomiyauhtecuhtli, дос. «володар наших колосків»), на півдні.

Їхньою сестрою є богиня води Чалчіутлікуе. Вона має владу над водою у морях та річках; створює у них бурі та вихори; топить кораблі, човни та інші судна, що пливуть водою.